# Sveinn Hákonarson

Divisió de Noruega després de la batalla de Svolder

Sveinn Hákonarson (m. 1016) va ser jarl de Lade (en noruec antic, Hlaðir) fins al 995 i co-regent de Noruega a partir de l'any 1000 fins al 1015, amb el seu germà, l'Eiríkr Hákonarson. Era fill del jarl Hákon Sigurðarson. La primera menció històrica sobre la seua figura té relació amb la batalla de Hjörungavágr: a la Història de l'Olau Tryggvason, continguda a la Heimskringla de l'Snorri Sturluson, se cita que hi comandava 60 naus [llargues]. Passada la batalla de Svolder l'any 1000, Sveinn es va convertir en co-regente junt al seu germanastre, Eirik Håkonsson. Quan Eirik partí a la conquista d'Anglaterra l'any 1014, Sveinn compartí el poder amb Håkon Eiriksson. Entre 1014 i 1016, Olaf II el Sant arribà a Noruega i reclamà el tron, derrotà a Sveinn i als seus aliats a la batalla de Nesjar. Sveinn escapà a Suècia amb la intenció de reunir una força militar per recuperar Noruega però morí d'una malaltia abans de poder tornar.
L'Sveinn es casà amb la Hólmfríðr, que era la filla o la germana del rei suec Olaf Skötkonung. Tingueren una filla apellada Sigríðr, que es casà amb l'Áslákr, fill del rei rugi Erling Skjalgsson. Una altra filla, Gunnhildr, casà amb Svend II de Dinamarca.
Un escalda, Bersi Skáldtorfuson, està vinculat amb la cort de Sveinn tot i que només ha sobreviscut una petita part de la seua obra.
Les fonts escrites sobre Sveinn es varen escriure 150 anys més tard de la seua mort. L'historiador suec Staffan Hellberg proclamà l'any 1972 que podia demostrar que l'Sveinn era un personatge de ficció, que jamai havia existit. El debat sobre els personatges de les sagues nòrdiques del segle xii i XIII sobre esdeveniments anteriors, és un exemple d'escepticisme, sobretot entre historiadors suecs. Pel que fa a les conclusions de Hellberg, no deixen de ser especulacions.